# Pseudocopera
Pseudocopera is een geslacht van libellen (Odonata) uit de familie van de breedscheenjuffers (Platycnemididae).

## Soorten
Copera omvat de volgende soorten:
- Pseudocopera annulata (Selys, 1863)
- Pseudocopera ciliata (Selys, 1863)
- Pseudocopera superplatypes (Fraser, 1927)
- Pseudocopera tokyoensis (Asahina, 1948)